# Nederlandse kampioenschappen marathonschaatsen op natuurijs 2013
De Nederlandse kampioenschappen marathonschaatsen op natuurijs 2013 worden op vrijdag 25 januari 2013 verreden op het Veluwemeer bij het Gelderse Elburg. Het was de vijfde winter op rij dat dit kampioenschap doorgang kon vinden. Christijn Groeneveld en Mariska Huisman wonnen bij respectievelijk de mannen en de vrouwen hun eerste titel.

## Uitslagen
| Plaats | Naam                 | Opmerkingen     |
| ------ | -------------------- | --------------- |
| 1      | Christijn Groeneveld |                 |
| 2      | Arjan Stroetinga     |                 |
| 3      | Jorrit Bergsma       | Titelverdediger |
| 4      | Jouke Hoogeveen      |                 |
| 5      | Ingmar Berga         |                 |

| Plaats | Naam                          | Opmerkingen |
| ------ | ----------------------------- | ----------- |
| 1      | Mariska Huisman               |             |
| 2      | Foske Tamar van der Wal       |             |
| 3      | Daniëlle Lissenberg-Bekkering |             |
| 4      | Carla Zielman                 |             |
| 5      | Erna Last-Kijk in de Vegte    |             |